# Calle Miribilla (Bilbao)
La Calle Miribilla es una calle ubicada en el barrio de Bilbao la Vieja en el municipio de Bilbao, territorio histórico de Vizcaya. 

## Ubicación
La calle empieza en la plaza Tres Pilares y termina en la esquina con la calle Arechaga, en el comienzo de la calle Cortes. Pertenece al distrito de Ibaiondo de Bilbao y anteriormente proseguía hasta la calle Concepción, cosa que cambió por decreto de Alcaldía del 26 de diciembre del 2000.

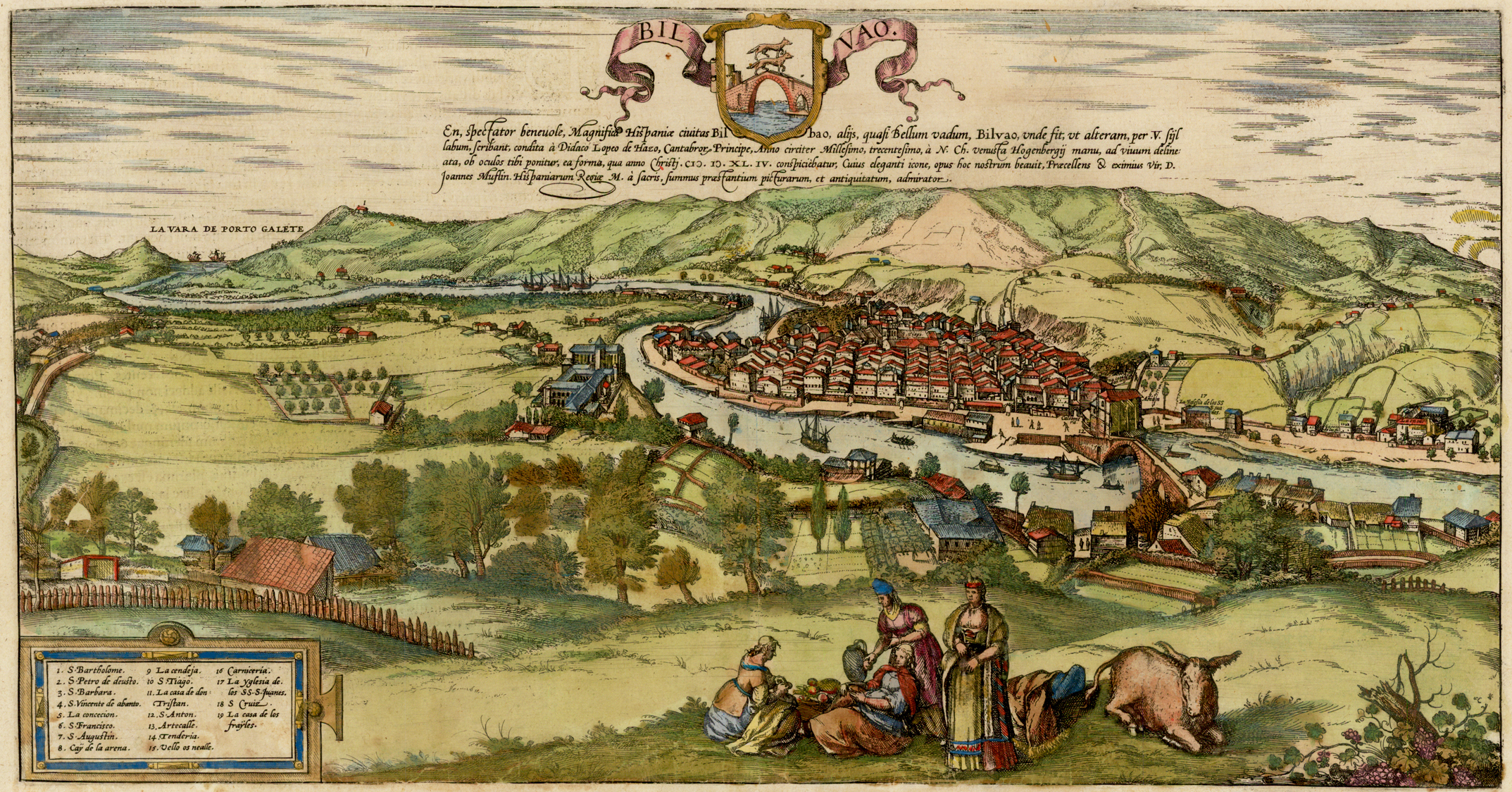
Vista de Bilbao 1544

## Contexto geográfico
La vista que en torno al año 1544 fue tomada desde el alto de Miribilla, es la representación de Bilbao y las Anteiglesias vecinas más antigua conocida hasta la fecha. El dibujo de Johannes Muflin se encuentra en el Civitates Orbis Terrarum de George Braun y Frans Hogenberg, volumen II, que fue publicado en 1575.

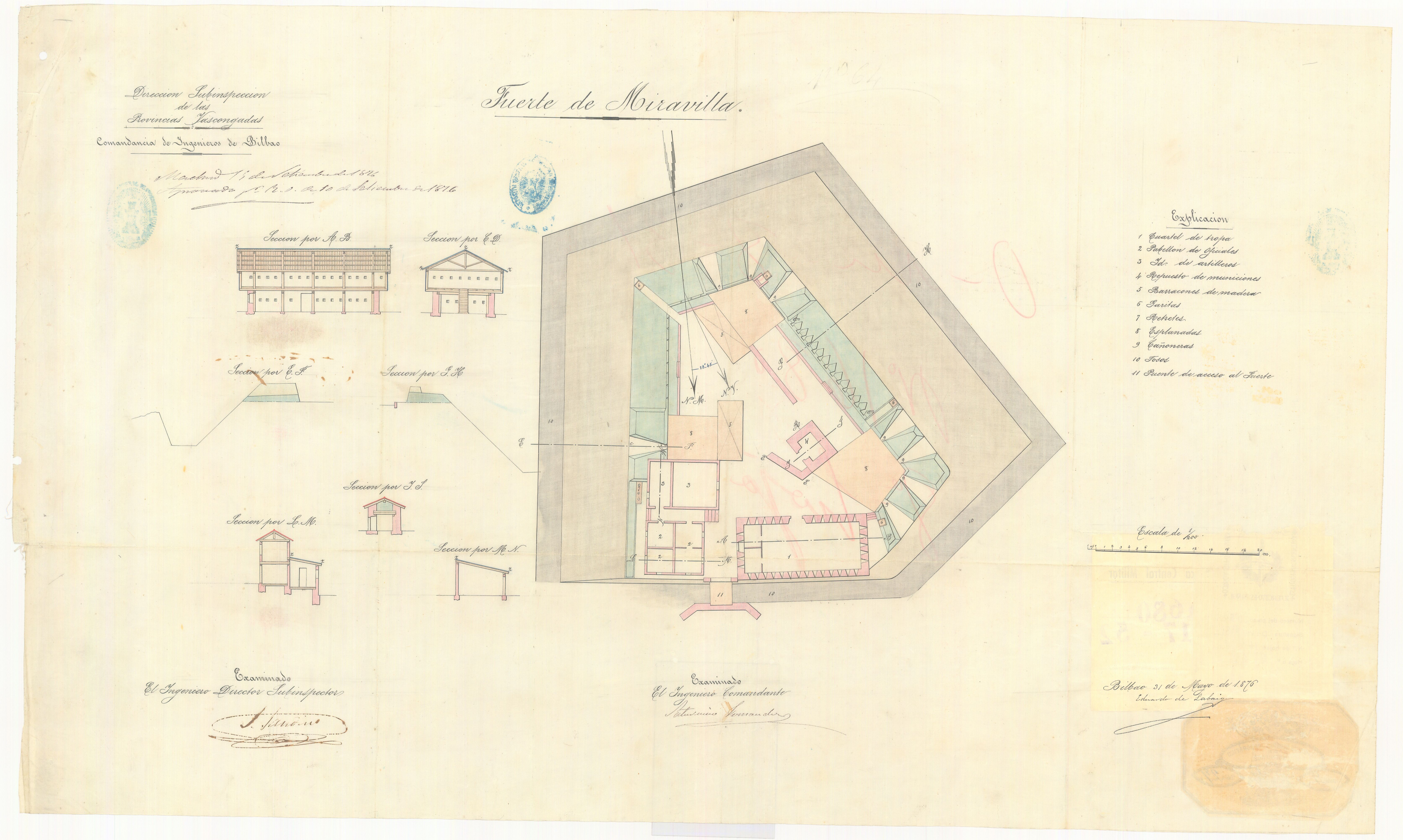
Plano del fuerte de Miravilla, 1876

Zona de paseo para los habitantes del Bilbao antiguo, esta situación privilegiada tuvo también como resultado que ya desde la primera guerra carlista se construyesen fuertes y diferentes infraestructuras militares en sus altos, que controlaban una gran extensión del terreno circundante.

### Monte Miribilla y coto minero
Miribilla es un monte que mira hacia Bilbao y que, desde finales del siglo XIX cuando se incrementó la explotación de las minas existentes en él, provocó el crecimiento y la transformación de las zonas colindantes y la suya propia. Lo que había sido un monte se convirtió en una mina y los que fueron arrabales de Abando y Bilbao se convirtieron en un suburbio obrero donde se desarrollaron de forma improvisada y sin ninguna planificación nuevas agrupaciones de casas que adquirieron la consideración de barrios. Siendo la explotación de mayor extensión la mina San Luis, su avance obligó a demoler casas que se habían levantado según la necesidad del momento y que estaban construidas sobre las vetas de mineral.

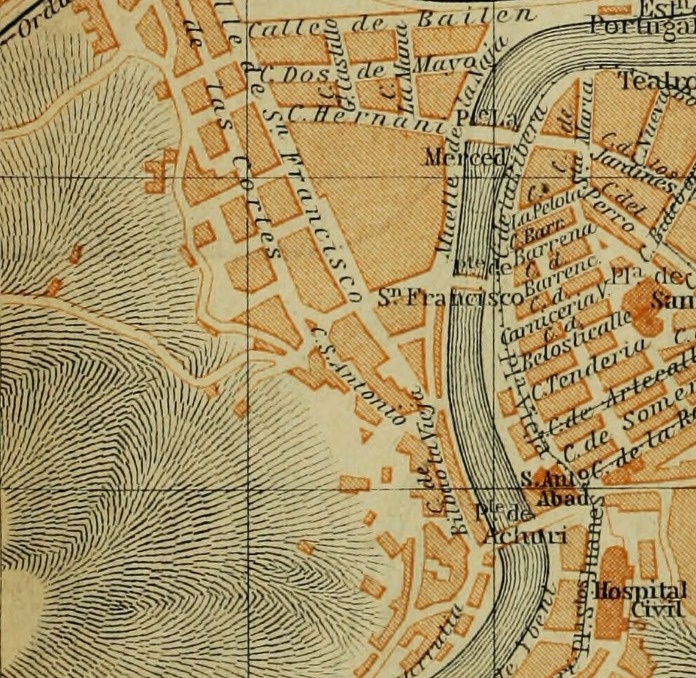
Plano con Calle San Antonio

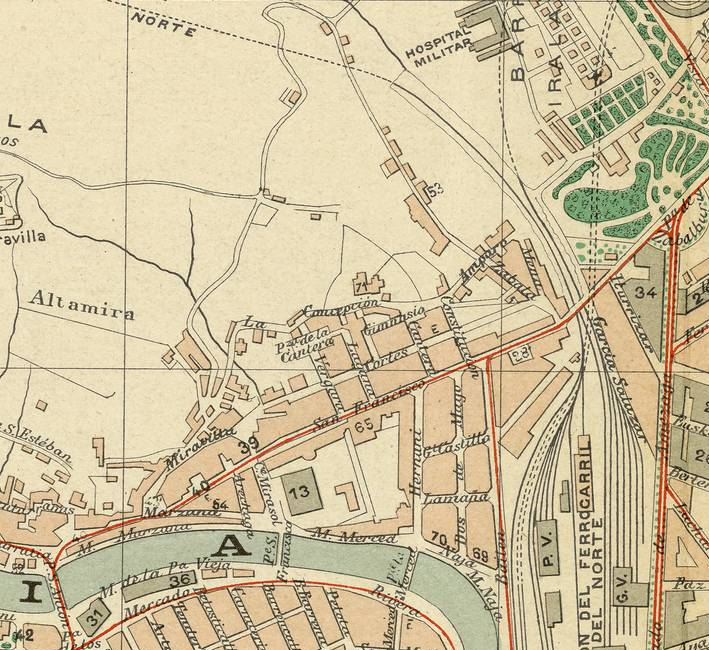
Plano con calle Miravilla

## Historia
Miribilla, anteriormente denominada Miravilla, es, en sus inicios, más que calle una barriada que estaba situada en el arranque de la actual calle Concepción, una de las más alejadas de la Villa y perteneciente además a la Anteiglesia de Abando. Estaba ubicada casi en plena mina y monte de Miribilla, y era, entre las partes edificadas alrededor de la mina, una de las zonas más degradadas. También denominada según algunas fuentes calle de los Ferrones, era parte del camino real de Bilbao a Balmaseda, y tenía también acceso por unas escaleras de las que tenemos noticia por primera vez en 1883.

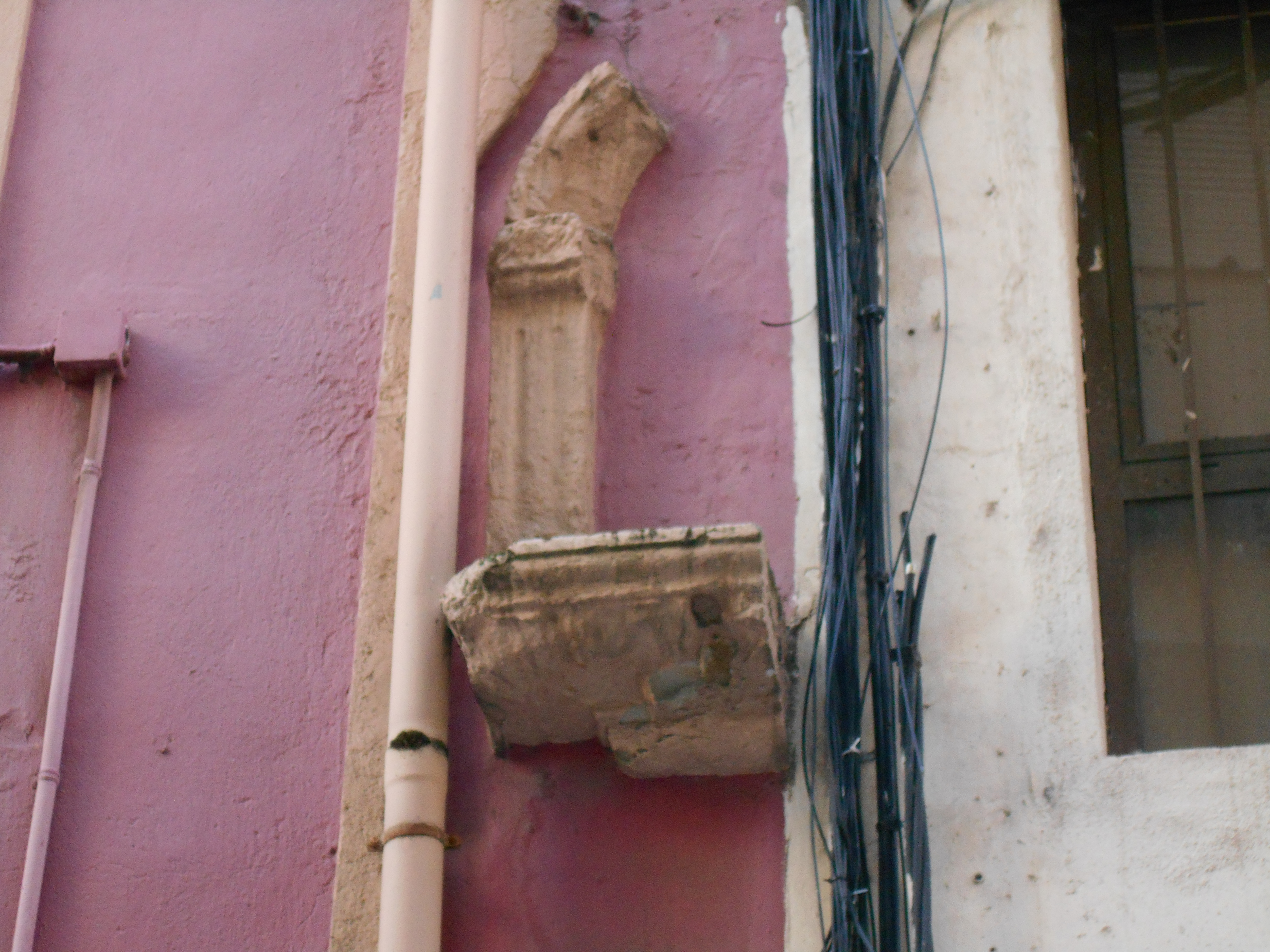
Restos de la hornacina de San Antonio Txikito

La calle ha estado históricamente conformada por dos núcleos, conocidos como Miravilla alta, en la zona de la calle Concepción y Miravilla baja, en la zona cercana a la calle Bilbao La Vieja. Ha tenido diferentes nombres y ha estado rodeada de calles y callejones ya desaparecidos y olvidados. Es difícil dar con fuentes sobre la fecha en que se da nombre a estas vías, pero en 1863, y según plano topográfico de la zona, encontramos a la que hoy es la plaza de los Tres Pilares denominada como plazuela de San Antonio, y la calle Miribilla como calle San Antonio Chiquito. En 1873 conviven al mismo tiempo López de Haro, San Antonio chiquito y la calle Fuente,calle esta última que será posteriormente absorbida por Miribilla. Estamos ya en tiempos en los que la zona pertenece a Bilbao, tras la anexión parcial de la Anteiglesia de Abando en 1870. Posteriormente encontramos que, en 1877, la plazuela todavía se llama de Don Diego López de Haro, último nombre que le dio Abando.
En 1879, dentro de los planes del Ensanche de Bilbao y con objeto de dotar de nombres ilustres a las nuevas calles que estaban construidas o planificadas en dicho ensanche, se cambió el nombre de Don Diego López de Haro a la calle que nos ocupa para pasar a denominarla Miravilla, que, en palabras de los gestores del plan, era nombre local, y dado que "había razones especiales para no adoptar para esta calle ningún nombre ilustre", lo que da fe del concepto de degradación que del lugar tenían en el ayuntamiento, al ser esta una zona de concentración de casas de prostitución de diversa clase y categoría, y con una alta densidad de habitantes, jornaleros y de clase obrera, con problemas de infravivienda y falta de higiene. Aun así, en 1885 todavía se mantiene un tramo de vía con el nombre de San Antonio Chiquito.En 1896 la ordenación de la zona hace necesarias expropiaciones en calle Fuente para prolongar Cortes a Miribilla,calle donde todavía se ejecutan obras de urbanización en 1932,para desaparecer definitivamente del nomenclátor municipal en 1940.

## La calle en elsigloXXI

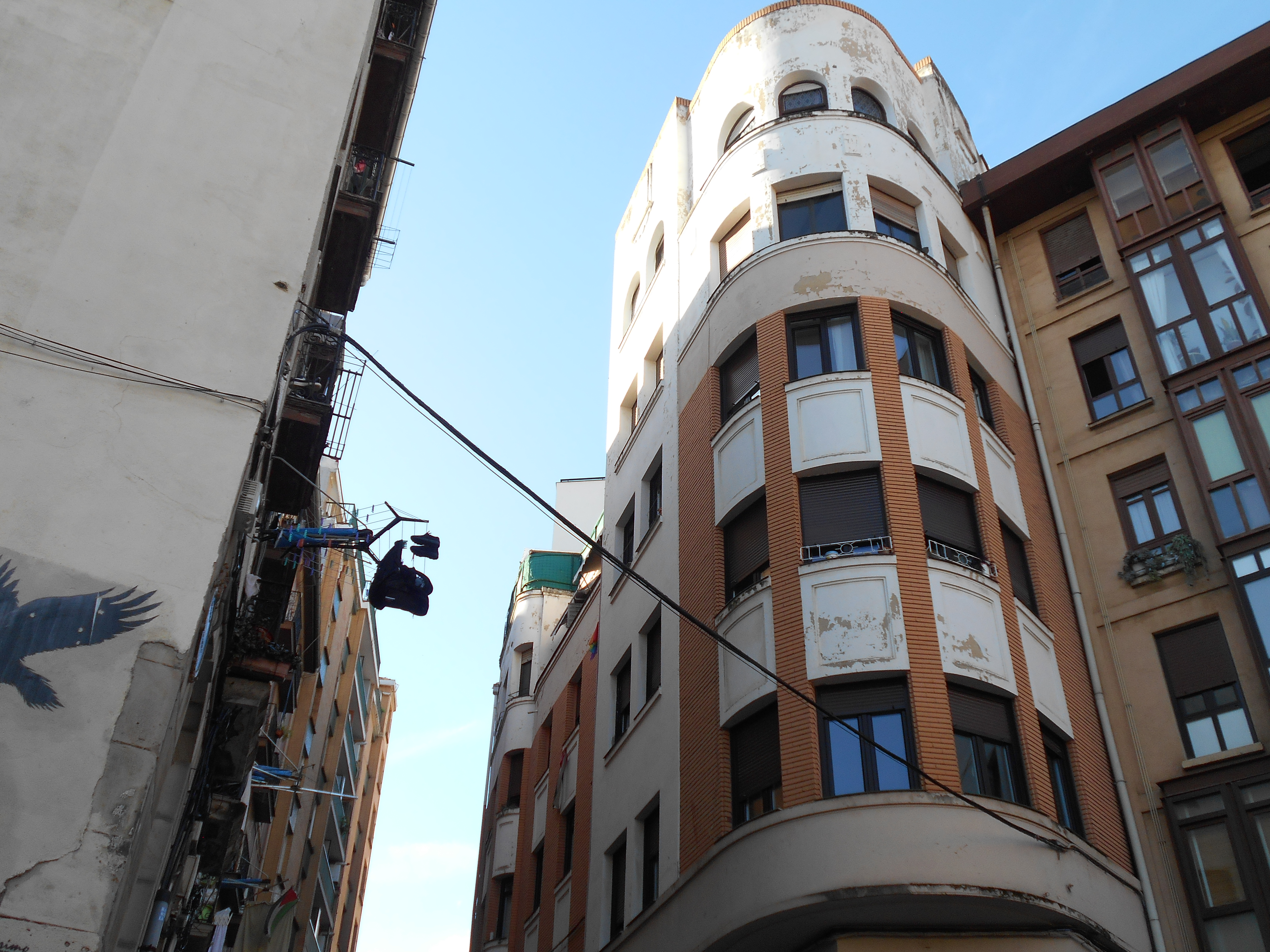
Edificio de Anastasio Arguinzoniz

La desaparición de la industria minera a mediados de los años 70 del pasado siglo, junto a la reconversión industrial general, el abandono institucional y el alto nivel de desempleo en el área llevó al barrio a una situación de deterioro total que hizo imprescindibles los diferentes planes de intervención urbanística y social que se llevan a cabo desde los años 90. Al mismo tiempo, la construcción del nuevo barrio de Miribilla en los terrenos de las antiguas minas y sus necesidades de urbanización y apertura de vías de tráfico afectaron profundamente al barrio de San Francisco y especialmente a la zona cercana a Bilbao La Vieja, zonas que quedaron subordinadas a la construcción del nuevo barrio.
El último de los muchos cambios que ha vivido la calle Miribilla desde el cierre de la mina, entre los que se encuentra la modificación de su recorrido en el año 2000, se dio en el año 2017, cuando se dieron por finalizadas las obras de renovación de la red de saneamiento, eliminación de las aceras y de reforma integral de la zona que llevaron a su peatonalización.
Siendo una calle históricamente humilde, entre sus edificaciones sobresale el edificio con el portal número 2, obra de Anastasio Arguinzoniz Urquiza, natural de Busturia, quien fuera arquitecto municipal de la Anteiglesia de Deusto antes de su anexión por Bilbao. De estilo racionalista, fue construido en 1941.

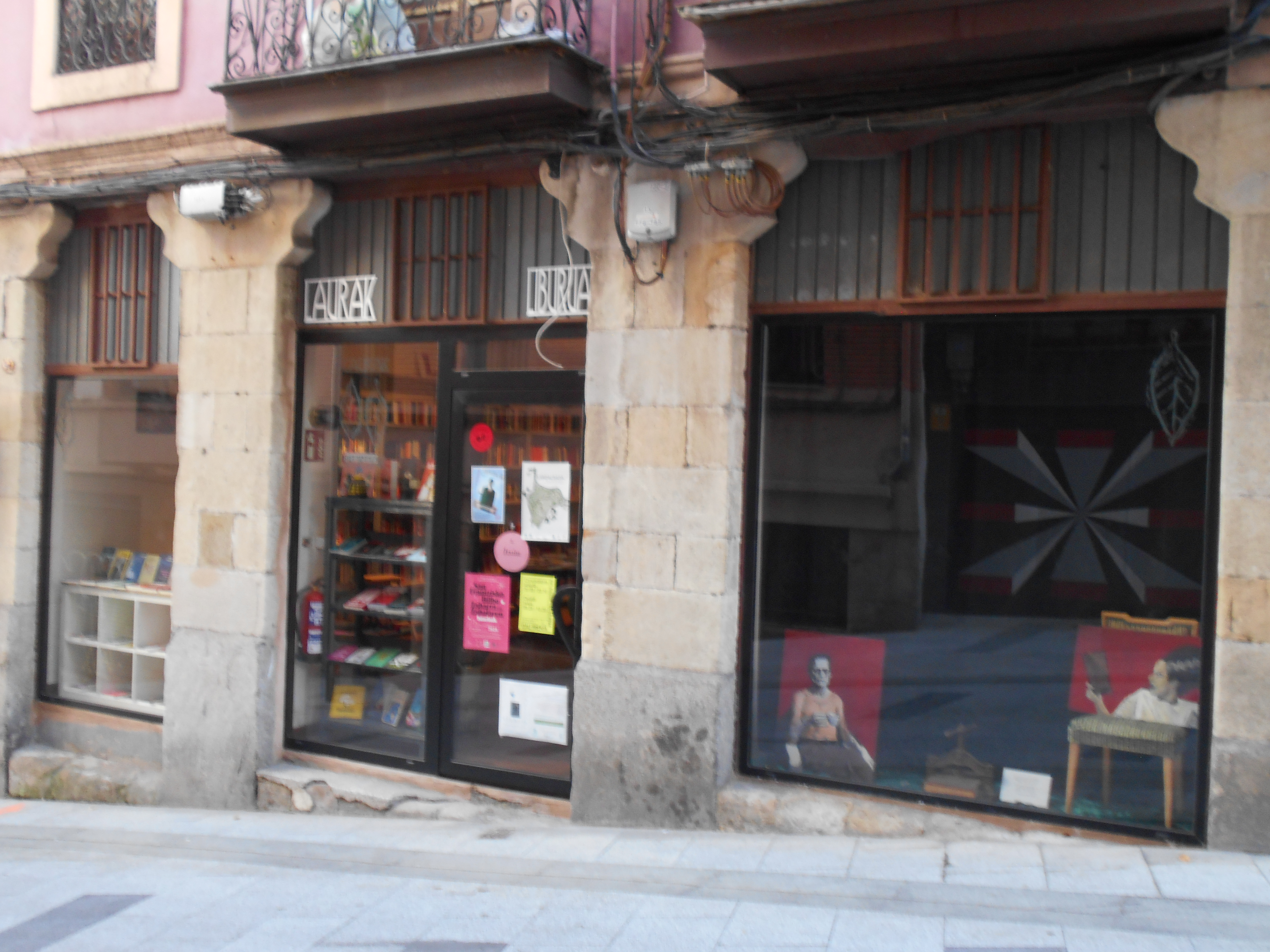
Librería Laurak

## Servicios
No siendo una calle grande ni de mucho tránsito no abundan los comercios, pero en ella podemos encontrar la Librería Laurak, situada en el portal 5 de la calle, inaugurada en febrero de 2022  con una oferta que prima la filosofía y el ensayo sobre la narrativa,  además del Hotel Bilbi, antiguo Hotel Cantábrico, en el número 8.

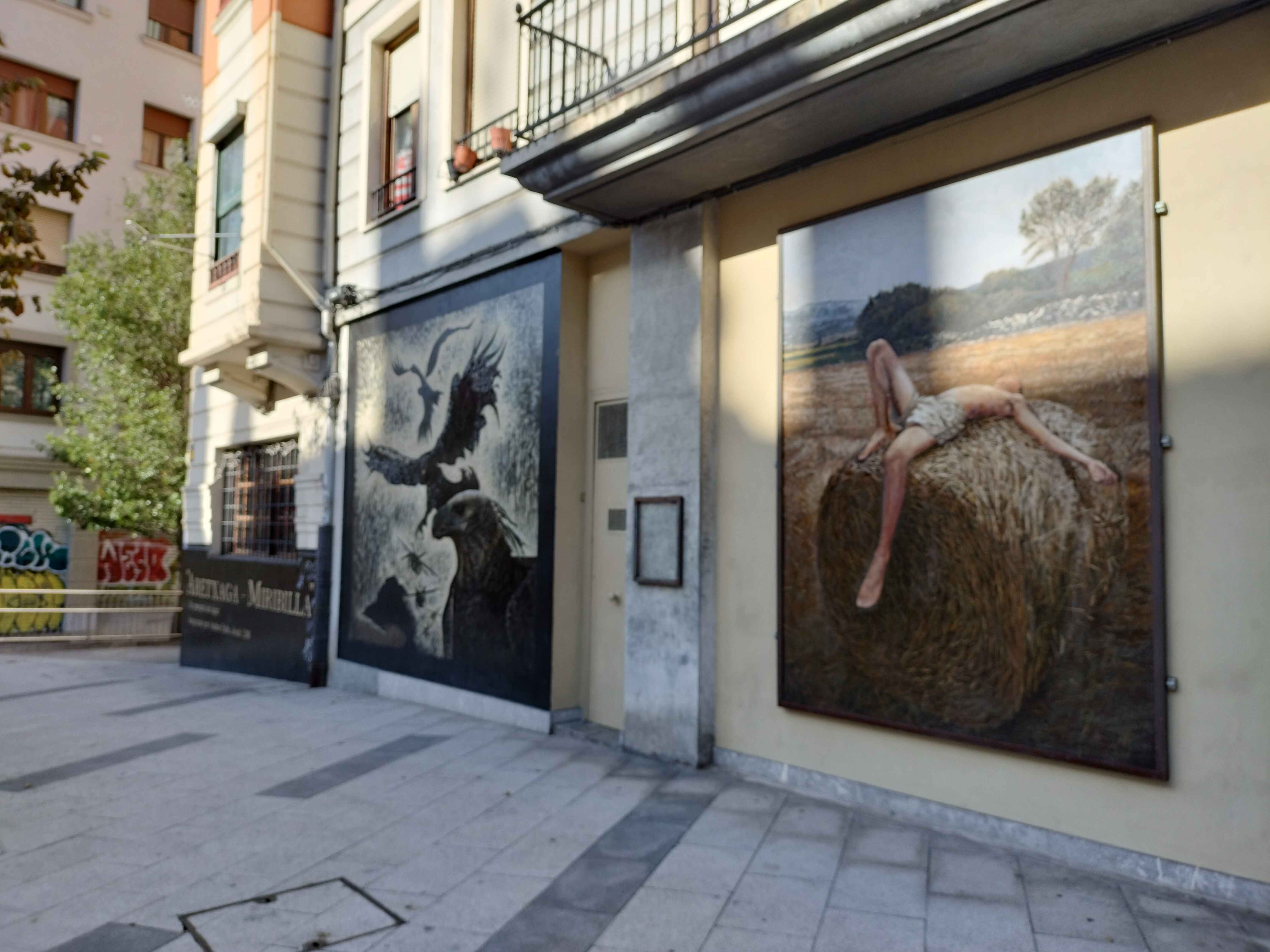
Proyecto Aretxaga Miribilla

Desde marzo de 2018 la calle Miribilla cuenta con un espacio artístico denominado Aretxaga-Miribilla, con un mural permanente y otra instalación cambiante de gran tamaño. Andoni Euba, junto con el artista ucraniano Stanislav Sadovy, es el creador de la iniciativa, apoyada por el Ayuntamiento de Bilbao.